# Agenulphe
Agenulphe ou Aganulfe était un prélat du IXe siècle. Il fut en effet évêque du Gévaudan, ce qui correspond au diocèse de Mende, dans les années 870.

## Biographie
Agenulphe est, suivant la liste des évêques de Mende, le nom qui arrive juste après saint Frézal. On estime que Frézal a été assassiné en 828. Or, la première mention d'Agenulphe date de 875. Il n'est donc peut-être pas son successeur direct. Il est parfois identifié sous le nom de Guido Agelnuphus
Agelnuphe assiste, en 875, au concile de Chalon-sur-Saône. Puis, l'année suivante, il est présent en Champagne à celui de Pont-Yon qui confirme l'élévation de Charles II le Chauve comme empereur d'Occident.
La dernière mention d'Agelnuphe date de 879, où il est destinataire d'une lettre du pape Jean VIII. Vient ensuite, dans la liste des évêques, le nom de Guillaume Ier sans qu'il y ait, là aussi, la certitude que ce soit son successeur direct.

## Sources et références
1. ↑  Gabalum Christianum ou recherches historico-critiques sur l'Église de Mende, Jean-Baptiste-Étienne Pascal, pp. 181-182